# Liste des coureurs du Tour de France 1906
La liste des coureurs du Tour de France 1906 présente les coureurs qui prennent le départ de la 4e édition de la course cycliste par étapes française du Tour de France.

## Liste
Le journal L'Auto, organisateur de la course, publie une première liste de 95 coureurs engagés le 29 juin. Celle-ci sera complétée dans les jours suivants.
Sur les 100 cyclistes inscrits au départ, 78 d'entre eux prennent le départ. L'un des absents est Henri Cornet, vainqueur du Tour de France 1904. Quatre cyclistes sont Belges, un est Luxembourgeois (le futur vainqueur François Faber), deux sont Allemands et les autres coureurs sont Français. Louis Trousselier, vainqueur du Tour de France en 1905, est présent. Les coureurs ne sont pas regroupés en équipes, mais certains coureurs ont le même sponsor, même s'ils n'ont pas le droit de s'aider. Avant le début de la course, les plus attendus sont Cadolle, Aucouturier, Georget, Pottier, Trousselier, Dortignac et Petit-Breton.
Comme en 1905, les cyclistes sont divisés en deux catégories, les coureurs de vitesse et les coureurs sur machines poinçonnées. Les coureurs de la première catégorie sont ainsi autorisés à changer de vélo, ce qui est un avantage en montagne, où ils peuvent utiliser un vélo avec engrenages inférieurs. En 1905, les sponsors n'étaient pas très enthousiastes à l'idée de faire entrer leurs cyclistes dans la deuxième catégorie, mais en 1906, ils se sont rendu compte de l'intérêt commercial à faire entrer les cyclistes dans la catégorie des machines poinçonnées, car le citoyen français moyen pouvait davantage s'identifier à eux. En 1906, plus de la moitié des cyclistes débutent dans la catégorie poinçonnées, dont Lucien Petit-Breton, l'un des favoris.
| Légende | Légende                                                                    | Légende | Légende                                                    |
| ------- | -------------------------------------------------------------------------- | ------- | ---------------------------------------------------------- |
| Num     | Dossard de départ porté par le coureur sur ce Tour                         | Pos     | Position à l'arrivée de la course                          |
|         | Indique un maillot de champion national ou mondial, suivi de sa spécialité | NP      | Indique un coureur qui n'a pas pris le départ de la course |
| AB      | Indique un coureur qui n'a pas terminé la course                           | HD      | Indique un coureur qui a terminé la course hors des délais |

|     |                             |     |
| --- | --------------------------- | --- |
| Num | Coureur                     | Pos |
| 1   | Édouard Wattelier (FRA)     | 7e  |
| 2   | Georges Sérès (FRA)         | AB  |
| 3   | Henri Cornet (FRA)          | NP  |
| 4   | François Beaugendre (FRA)   | AB  |
| 5   | Augustin Ringeval (FRA)     | AB  |
| 6   | Eugène Christophe (FRA)     | 9e  |
| 7   | Arsène Tuale (FRA)          | AB  |
| 8   | François Poiry (FRA)        | AB  |
| 9   | Gaston Codam (FRA)          | AB  |
| 10  | Prosper Rau (FRA)           | AB  |
| 11  | Paul Trippier (FRA)         | AB  |
| 12  | H. Ellinamour (FRA)         | NP  |
| 13  | Émile Bertrand (FRA)        | NP  |
| 14  | Pierre Desvages (FRA)       | AB  |
| 15  | Henri Timmermann (BEL)      | AB  |
| 16  | Claude Grapperon (FRA)      | NP  |
| 17  | Marcel Cadolle (FRA)        | AB  |
| 18  | Hippolyte Aucouturier (FRA) | AB  |
| 19  | Fernand Gaborias (FRA)      | AB  |
| 20  | Noël Prévost (FRA)          | NP  |
| 21  | Aloïs Catteau (BEL)         | 6e  |
| 22  | Victor Lascoutounax (FRA)   | AB  |
| 23  | Bon (FRA)                   | NP  |
| 24  | Julien Gabory (FRA)         | AB  |
| 25  | Henri Gauban (FRA)          | AB  |

|     |                             |     |
| --- | --------------------------- | --- |
| Num | Coureur                     | Pos |
| 26  | Gabriel Bamonde (FRA)       | NP  |
| 27  | Émile Georget (FRA)         | 5e  |
| 28  | Ferdinand Payan (FRA)       | 12e |
| 29  | Maurice Thieme (FRA)        | NP  |
| 30  | Martin Soulie (FRA)         | AB  |
| 31  | Charles Prévost (FRA)       | NP  |
| 32  | Georges Devilly (FRA)       | AB  |
| 33  | Paul Pietrois (FRA)         | NP  |
| 34  | Henri Fortain (FRA)         | NP  |
| 35  | Firmin Pauloin (FRA)        | AB  |
| 36  | Anton Jaeck (SUI)           | NP  |
| 37  | Charles Crupelandt (FRA)    | AB  |
| 38  | Ernest Ricaux (FRA)         | AB  |
| 39  | Antony Wattelier (de) (FRA) | 10e |
| 40  | Fernand Lallement (FRA)     | AB  |
| 41  | Frédéric Saillot (FRA)      | AB  |
| 42  | Léon Winant (FRA)           | 13e |
| 43  | Jules Chabas (FRA)          | AB  |
| 44  | Maintenon (FRA)             | NP  |
| 45  | Arthur Pottiez (FRA)        | AB  |
| 46  | Georges Fleury (FRA)        | 11e |
| 47  | Pierre Schneider (FRA)      | AB  |
| 48  | René Pottier (FRA)          | 1er |
| 49  | Louis Trousselier (FRA)     | 3e  |
| 50  | Georges Passerieu (FRA)     | 2e  |

|     |                                |     |
| --- | ------------------------------ | --- |
| Num | Coureur                        | Pos |
| 51  | Maurice Decaup (FRA)           | AB  |
| 52  | Albert Baudet (FRA)            | AB  |
| 53  | Eugène Duffis (FRA)            | AB  |
| 54  | Henri Pépin (FRA)              | NP  |
| 55  | Émile Haemmerlin (FRA)         | AB  |
| 56  | Jean-Baptiste Dortignacq (FRA) | AB  |
| 57  | Émile Lambœuf (FRA)            | AB  |
| 58  | D. Gonjeaud (FRA)              | AB  |
| 59  | Charles Perraud (FRA)          | AB  |
| 60  | Georges Bronchard (FRA)        | 14e |
| 61  | David Dupont (FRA)             | AB  |
| 62  | Léon Georget (FRA)             | 8e  |
| 63  | Gaston Tuvache (FRA)           | AB  |
| 64  | Henri Star (FRA)               | AB  |
| 65  | André Nived (FRA)              | NP  |
| 66  | Christophe Laurent (FRA)       | AB  |
| 67  | Léon Riche (FRA)               | NP  |
| 68  | Henri Marchand (FRA)           | NP  |
| 69  | Giovanni Gerbi (FRA)           | AB  |
| 70  | François Faber (LUX)           | AB  |
| 71  | Julien Lootens (BEL)           | AB  |
| 72  | Lucien Petit-Breton (FRA)      | 4e  |
| 73  | Pierre Privat (FRA)            | AB  |
| 74  | Henri Menez (FRA)              | AB  |
| 75  | Paul Chauvet (FRA)             | NP  |

|     |                           |     |
| --- | ------------------------- | --- |
| Num | Coureur                   | Pos |
| 76  | D. Communal (FRA)         | AB  |
| 77  | Édouard Chaumard (FRA)    | AB  |
| 78  | Louis Grame (FRA)         | NP  |
| 79  | Robert Dubois (FRA)       | AB  |
| 80  | Robert Wancour (FRA)      | AB  |
| 81  | Albert Chartier (FRA)     | AB  |
| 82  | Gaston Heneau (FRA)       | AB  |
| 83  | E. Vernimmen (FRA)        | AB  |
| 84  | Alfred Belleville (FRA)   | AB  |
| 85  | Charles Habert (FRA)      | AB  |
| 86  | Albert Godefroy (FRA)     | AB  |
| 87  | Maurice Carrère (FRA)     | AB  |
| 88  | Alfred Pocarius (FRA)     | AB  |
| 89  | Maxime Morel (FRA)        | AB  |
| 90  | Louis Tanchou (FRA)       | AB  |
| 91  | Heini Scholl (GER)        | AB  |
| 92  | Michel Ducasse (FRA)      | NP  |
| 93  | François Lafourcade (FRA) | AB  |
| 94  | Jean Perreard (FRA)       | AB  |
| 95  | Jean Giran (FRA)          | AB  |
| 96  | Ludwig Barthelmann (GER)  | AB  |
| 97  | Karl Todt (GER)           | NP  |
| 98  | Erich Kleinickle (GER)    | NP  |
| 99  | Roitzheim (GER)           | NP  |
| 100 | Jean Bonneil (FRA)        | NP  |